# Cryptorhopalum heydeni
Cryptorhopalum heydeni là một loài bọ cánh cứng trong họ Dermestidae. Loài này được Kirsch miêu tả khoa học năm 1873.